# Municipio de Westampton
El municipio de Westampton (en inglés: Westampton Township) es un municipio ubicado en el condado de Burlington en el estado estadounidense de Nueva Jersey. En el año 2010 tenía una población de 8.813 habitantes y una densidad poblacional de 304,95 personas por km².

## Geografía
El municipio de Westampton se encuentra ubicado en las coordenadas 40°0′52″N 74°49′34″O / 40.01444, -74.82611.

## Demografía
Según la Oficina del Censo en 2000 los ingresos medios por hogar en el municipio eran de $63,973 y los ingresos medios por familia eran $69,656. Los hombres tenían unos ingresos medios de $46,536 frente a los $32,167 para las mujeres. La renta per cápita para la localidad era de $26,594. Alrededor del 2.5% de la población estaba por debajo del umbral de pobreza.